# Hancock (Minnesota)
Hancock es una ciudad ubicada en el condado de Stevens en el estado estadounidense de Minnesota. En el Censo de 2010 tenía una población de 765 habitantes y una densidad poblacional de 297,45 personas por km².

## Geografía
Hancock se encuentra ubicada en las coordenadas 45°29′51″N 95°47′42″O / 45.49750, -95.79500. Según la Oficina del Censo de los Estados Unidos, Hancock tiene una superficie total de 2.57 km², de la cual 2.56 km² corresponden a tierra firme y (0.3%) 0.01 km² es agua.

## Demografía
Según el censo de 2010, había 765 personas residiendo en Hancock. La densidad de población era de 297,45 hab./km². De los 765 habitantes, Hancock estaba compuesto por el 97.78% blancos, el 0% eran afroamericanos, el 0.52% eran amerindios, el 0.13% eran asiáticos, el 0% eran isleños del Pacífico, el 1.18% eran de otras razas y el 0.39% pertenecían a dos o más razas. Del total de la población el 3.66% eran hispanos o latinos de cualquier raza.